# Seznam slovenskih državnih svetnikov (1997–2002)
Seznam slovenskih državnih svetnikov v mandatu 1997 do 2002.

## B
- Franc Batagelj
- Polde Bibič
- Igor Blažina

## Č
- Jožko Čuk

## G
- Branko Grims

## H
- Tone Hrovat

## I
- Jože Ilc

## J
- Zoltan Jan

## K
- Karlo Kastelic
- Alojzij Kaučič
- Darko Kavre
- Petra Kersnič
- Bojan Korošec
- Vladimir Korun
- Vekoslava Krašovec
- Božo Kuharič
- Jurij Kuštrin

## L
- Jože Lindič
- Branko Lukšič

## M
- Avgust Majerič
- Branko Matkovič
- Borut Meh

## O
- Darja Odar
- Alojz Oset
- Katarina Ovca Smrkolj
- Janez Oven
- Milan Ozimič

## P
- Bojan Petan
- Janez Praper

## R
- Dušan Rebolj
- Jože Resman
- Cvetana Rijavec
- Veljko Rus

## S
- Dušan Semolič
- Alojz Suhadolc

## Š
- Boris Šuštaršič

## V
- Franc Vodopivec
- Albert Vodovnik
- Peter Vrisk

## Z
- Milan Zver